# Sericoides striata
Sericoides striata är en skalbaggsart som beskrevs av Fabricius 1775. Sericoides striata ingår i släktet Sericoides och familjen Melolonthidae. Inga underarter finns listade i Catalogue of Life.